# Élections municipales santoméennes de 1992
Des élections municipales se déroulent à Sao Tomé-et-Principe en 1992, afin de désigner les élus des Conseils des districts. Ce sont les premières depuis l'indépendance du pays en 1975.

## Contexte
Il s'agit du troisième scrutin, après les législatives et la présidentielle de 1991, à avoir lieu après l'abandon du régime à parti unique du Président Manuel Pinto da Costa (Mouvement pour la libération de Sao Tomé-et-Principe).
Les candidats sont élus pour un mandat de trois ans. Cependant, aucune nouvelle élection municipale n'aura lieu avant 2006.

## Résultats
Les élections sont remportées par le Mouvement pour la libération de Sao Tomé-et-Principe – Parti social-démocrate, avec 70 % des voix.
| Parti                    | Parti                                                                         | Voix | %   | Sièges |
| ------------------------ | ----------------------------------------------------------------------------- | ---- | --- | ------ |
|                          | Mouvement pour la libération de Sao Tomé-et-Principe – Parti social-démocrate |      |     | 38     |
|                          | Parti de convergence démocratique - Groupe de réflexion                       |      |     | 15     |
|                          | Action démocratique indépendante                                              |      |     | 6      |
|                          |                                                                               |      |     |        |
| Total                    | Total                                                                         |      | 100 | 59     |
| Inscrits / Participation |                                                                               |      |     |        |